# Álvaro Obregón 2da. Sección
Álvaro Obregón 2da. Sección är en ort i Mexiko.   Den ligger i kommunen Centla och delstaten Tabasco, i den sydöstra delen av landet, 700 km öster om huvudstaden Mexico City. Álvaro Obregón 2da. Sección ligger 4 meter över havet och antalet invånare är 1 059.
Terrängen runt Álvaro Obregón 2da. Sección är mycket platt. Runt Álvaro Obregón 2da. Sección är det ganska glesbefolkat, med 32 invånare per kvadratkilometer. Närmaste större samhälle är Ignacio Allende, 6,0 km väster om Álvaro Obregón 2da. Sección. Trakten runt Álvaro Obregón 2da. Sección består till största delen av jordbruksmark.